# Elarie Ciupală
Elarie Ciupală (n. 17 decembrie 1941 - 2022) a fost medic și deputat român în legislatura 1990-1992, ales în județul Brăila pe listele partidului FSN. În cadrul activitǎții sale parlamentare, Elarie Ciupală a fost membru în grupurile parlamentare de prietenie cu Republica Elenă, Republica Polonă și Mongolia. De asemenea, Elarie Ciupală a fost membru în comisia pentru muncă, sănătate, protecție socială și statutul femeii în societate.